# Charles-Aimé Dauban
Charles-Aimé Dauban, född den 19 januari 1820 i Paris, död där den 4 augusti 1876, var en fransk skriftställare. Han var bror till Jules Dauban.
Dauban var en längre tid lärare i historia vid åtskilliga högre läroverk, sedermera tjänsteman vid nationalbiblioteket. Han författade bland annat Les prisons de Paris sous la revolution (1870) och åtskilliga andra arbeten rörande revolutionen.